# 交響曲第10番 (ハイドン)
交響曲第10番 ニ長調 Hob. I:10 は、フランツ・ヨーゼフ・ハイドンが作曲した交響曲。

## 概要
初期の交響曲のひとつであり、自筆楽譜が残っていないために正確な作曲年は不明だが、フュルンベルク・コレクションに信頼性の高い筆写譜が残っていることから、エステルハージ家以前、ボヘミアのモルツィン伯爵に仕えていた時期（1757年から1760年頃）の作品と考えられる。
初期の交響曲に多い急-緩-急の3楽章形式を持つ。第2楽章が弦楽器のみで演奏され、最終楽章は8分の3拍子で三部形式を取るのも第1番などと同様の初期の典型的な作風である。

## 編成
オーボエ2、ホルン2、第1ヴァイオリン、第2ヴァイオリン、ヴィオラ、低音（チェロ、ファゴット、コントラバス）。

## 曲の構成
全3楽章、演奏時間は約15分。
- 第1楽章 アレグロ
ニ長調、4分の4拍子、ソナタ形式。

第1主題は  の和音の全奏による。対照的になめらかな第2主題はヴァイオリンによって演奏される。

- 第2楽章 アンダンテ
ト長調、4分の2拍子、ソナタ形式。
初期ハイドンの多くの交響曲と同様、緩徐楽章は弦楽器のみによる。

- 第3楽章 フィナーレ：プレスト
ニ長調、8分の3拍子、三部形式（ソナタ形式の展開部をBに変えた形とも解釈される）。
A部は3拍めに3連符が来る華やかな音楽であり、ソナタ形式と同様、ニ長調ではじまって属調のイ長調に転ずる。B部は前後に分かれ、前半はニ長調、後半は弦楽器のみでニ短調に転ずる。戻ってきたA部はニ長調のまま終わる。